# Падіння атомної бомби в Марс-Блаффі
Інцидент з падінням атомної бомби в Марс-Блаффі B-47 — випадок помилкового з вини екіпажу скидання ядерної зброї 11 березня 1958 року, що впала на площі міста Марс-Блаффі у штаті Південна Кароліна та викликала незначні структурні пошкодження будівель. Шестеро людей отримали поранення в результаті вибуху атомної бомби. Потерпіла сім'я в результаті судового позову отримала від Повітряних сил США (USAF) 54 тисяч доларів (в цінах 2016 року — це $448 256).

## Опис інциденту

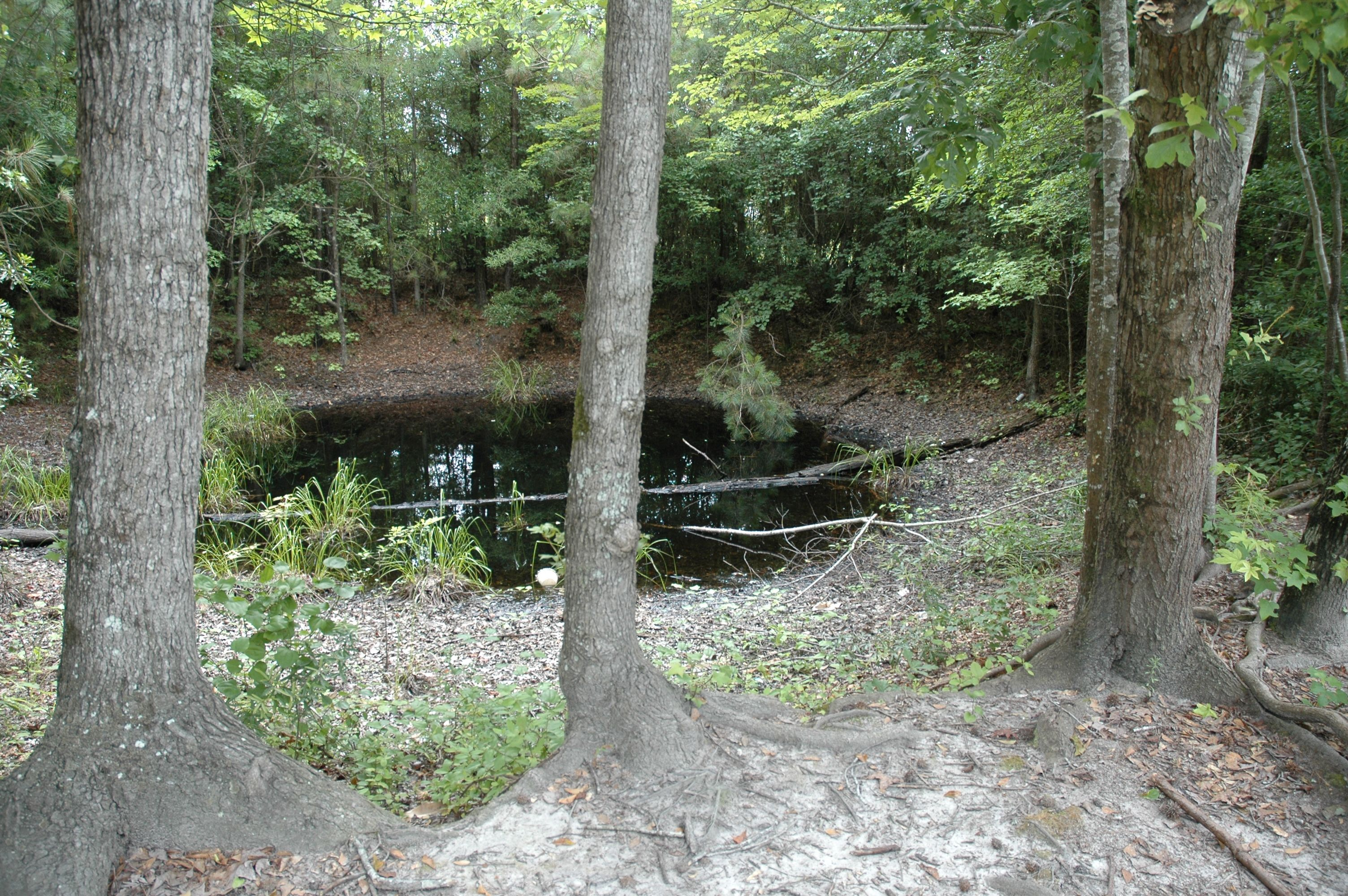
Кратер на місці падіння бомби

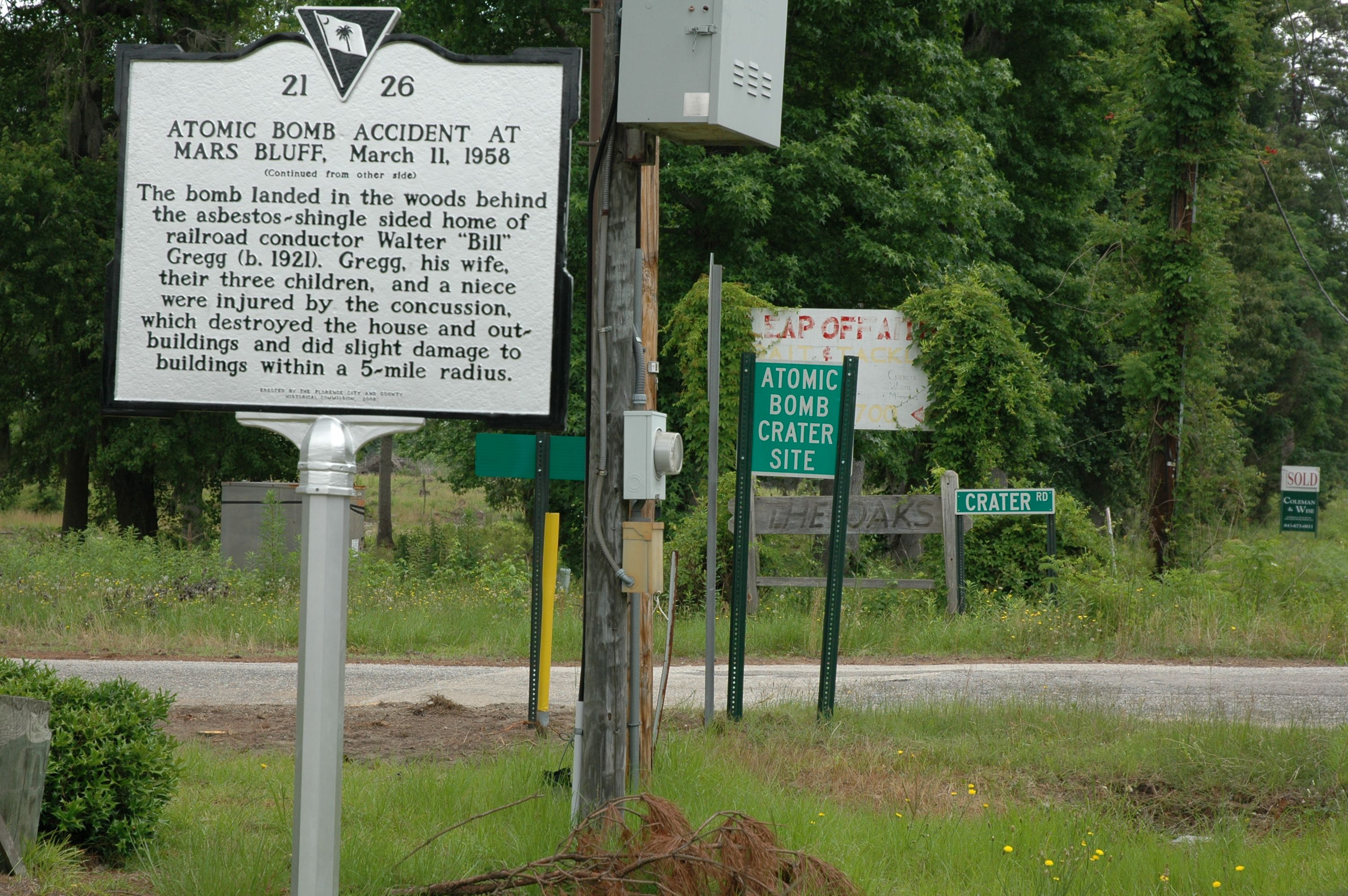
Таблиця, що вказує на інцидент з атомною бомбою

11 березня 1958 року о 16:34 американський реактивний бомбардувальник Boeing B-47E-LM «Stratojet» з 375-ї бомбардувальної ескадрильї 308-го бомбардувального авіакрила, що базувався поблизу міста Саванна в штаті Джорджія, злетів з авіабази «Хантер» і в рамках Операції Snow Flurry взяв курс на англійську авіабазу «Брантінгторп» в Лестерширі.
На борту літака перебувала 30-кілотонна атомна бомба Mk. 6 на випадок збройного конфлікту з Радянським Союзом. Під час польоту штурман Брюс Кулка на прохання командира попрямував в бомбовий відсік для перевірки запобіжної чеки бомби, бо в кабіні пілотів спалахнув попереджувальний світловий сигнал, що свідчив про несправність фіксатора механізму скидання бомби. Після безрезультатних пошуків фіксатора він забрався на спусковий пристрій для надзвичайного скидання бомби, щоб розглянути його трохи краще, і випадково привів його в дію. Трьохтонна бомба проломила люк літака і полетіла до землі з висоти 4600 метрів. Штурману вдалося залишитися на борту.
В той день, дві сестри шестирічна Хелен та дев'ятирічна Френсіс Грегг, а також їхня 9-річна двоюрідна сестра Елла Девіс відпочивали в будиночку для ігор, побудованому їхнім батьком Вальтером Греггом, який служив десантником під час Другої світової війни, в лісі за їхнім будинком в Марс-Блафф, штат Південна Кароліна. Вдень вони вирішили покинути його і відійшли в сторону двору на 180 метрів. Незабаром бомба вибухнула в лісовому секторі за дитячим будиночком. Заряд звичайної вибухівки ядерної бомби вибухнув при контакті з землею, залишивши кратер розміром 20 метрів в діаметрі і 10 метрів глибиною. Ядерна «начинка» зберігалася на літаку окремо. Був знищений город і дитяча альтанка, ще кілька будівель були пошкоджені.

## Наслідки
На щастя, ніхто в результаті інциденту не загинув. Проте, всі три дівчини, як і Вальтер, його дружина Еффі і син Волтер молодший отримали поранення в результаті вибуху (загалом шість чоловік). Сім прилеглих будівель були пошкоджені.
До Повітряних сил США (USAF) постраждала сторона пред'явила судовий позов. В результаті родинні Грегг виплатили 54 тисячі доларів компенсації, що еквівалентно 448 256 доларам в цінах 2016 року Інцидент став відомим в національних і зарубіжних засобах масової інформації.
І зараз, через шість десятиліть, залишився кратер, хоча він заростає рослинністю. Також на цей інцидент вказує історична таблиця. Однак доступ до нього обмежений, оскільки він розташований на приватній власності, без дороги загального доступу.